# Edward Siegler
Edward Victor Siegler (Chicago, 14 agosto 1881 – Chicago, 28 gennaio 1942) è stato un ginnasta e multiplista statunitense.

## Carriera
Siegler partecipò ai Giochi olimpici di Saint Louis 1904, dove vinse la medaglia di bronzo nella gara di concorso a squadre. Alla stessa Olimpiade giunse trentaduesimo nel concorso generale individuale, dodicesimo nel triathlon e cinquantatreesimo nel concorso a tre eventi.

## Palmarès
In carriera ha conseguito i seguenti risultati:
- Giochi olimpici

St. Louis 1904: medaglia di bronzo nel concorso a squadre.